# Ян Гербурт (правник)
Ян Ге́рбурт (лат. Joannes Herborth de Fulstin, пол. Jan Herburt; після 1524, Фельштин, нині с. Скелівка, Україна — 16 листопада 1577, там само) — польський шляхтич, історик, гуманіст, письменник, дипломат, правник, урядник Королівства Польського.

## Біографія
Походив з роду Гербуртів. За даними Романа Желевського (Roman Żelewski), четвертий з п'яти синів перемиського підкоморія Яна Гербурта та його дружини Ядвіги Хвалівни (за Адамом Бонецьким, Хватувна (Chwatówna). Каспер Несецький вказував, що він син Миколая. Деякі біографи вказували як дату його народження 1508 рік, бо Ян Гербурт, син Яна 1522-го записався навчатися до Краківської академії Дата хибна, бо тоді було два Яни Гербурти: наш Ян був молодшим братом Валентія Гербурта, який народився 1524 р. (напис надгробка).
За Шимоном Старовольським, мав навчатись у Льовені, у Франції, Німеччині (є брак документів, але рівень його знань свідчить про це). Першого разу на публічній арені виступив на Пйотркувському сеймі 1550 р., надаючи опіку з братами ксьондзу Станіславові Оріховському в його справі щодо наміру одружитись. 1553 р.: був послом на сейм від Перемиської землі, ймовірно, по братові Станіславові отримав посаду перемиського підкоморія. 1567—1568 р. став сяніцьким каштеляном (мав посаду 1 березня 1568 р.). Підтримував Люблінську унію, 9 лютого 1569 року казав, що легше написати новий акт, ніж редагувати старий. 1 березня 1569 р. застерігав від надання вольностей литвинам. Люблінський сейм призначив його одним з ревізорів оцінки пошкоджень (збитків) на Поділлі від нападу татар. Перед 22 лютого 1570 р. мав посаду перемиського старости.
Був видавцем, автором правничих, дипломатичних і релігійних текстів, а також історії Польського королівства до 1548 року (насправді то був короткий конспект хроніки Мартіна Кромера, який, однак витримав кілька перевидань).
28 лютого 1575 р. був обраний шляхтою суддею генерального суду Руського воєводства. Єдиний 28 листопада 1575 р. заперечив наміру примаса Якуба Уханського оголосити цісаря королем Речі Посполитої. Посідав королівщини Мостиська, Медику, був власником Боньовіц, Воютичів, частини Нового міста Библа в Перемиській землі. 1576 р. продав брату Станіславу кілька сіл з отриманого спадку.
Помер 16 або 17 листопада 1577 р., був похований у рідному Фельштині.

### Сім'я
Дружина — Катерина Дрогойовська, донька Христофора сестра Івана-Томаша[джерело?]. Шлюб — 1553. Відомі діти:
- Кшиштоф — помер дитиною 1558 року
- Ян Щасний Гербурт — староста вишенський, мостиський
- Шимон Каспер — латинський канонік краківський, познанський
- Ядвіга
- Ельжбета[5] — дружина галицького каштеляна Станіслава Лянцкороньського[7]
- Барбара[5].

## Літературний доробок
- 1563 — «Statuta Regni Poloniae in ordinem alphabetidigesta» (лат.)
- 1570 — «Statuta i przywileje koronnez łacińskiwgo językana polskie przełożone, nowym porządkiem zebrane i spisane» (пол.) та ін.